# Ludwig Friedrich Kalkmann
Ludwig Friedrich Kalkmann (* 1. Juli 1791 in Bremen; † 20. April 1847 ebenda) war ein deutscher Kaufmann und Vizekonsul von Brasilien in Bremen. Er widmete sich der Einwanderung deutscher Kolonisten nach Brasilien.

## Leben
Heinrich Philipp Friedrich Ludwig Kalkmann wurde am 1. Juli 1791 in Bremen geboren. Er heiratete Charlotte Marianne Kessler, mit der er die Töchter Marie (1822–1919), später eine bedeutende Frauenrechtlerin und Musikpädagogin, Mathilde (1824–1909) und zuletzt (1829) Albertine bekam.
Während seines ersten Aufenthaltes in Bremen im Juli 1825 ernannte der brasilianische Major Georg v. Schäffer, Bevollmächtigter des Kaisers Dom Pedro I von Brasilien, den dortigen angesehenen Kaufmann und Bürger Ludwig Friedrich Kalkmann provisorisch zum brasilianischen Konsul für den Stadtstaat, also zu einem Posten höheren Grades als der eigene. Beide waren eng befreundet. Kalkmann, offenbar im Portugalgeschäft bewandert und Portugiesisch sprechend, zeigte sich bereit, die Auswanderung nach Brasilien mit zu organisieren. „Für Leute, die nach Brasilien reisen wollen, sind Sammelplätze bereitgestellt worden, wo sie bis zu ihrer Einschiffung mit Erlaubnis des Senats auch erste militärische Übungen unter Leitung unseres Konsuls, Herrn Ludwig Friedrich Kalkmann, lernen, der im Feldzuge gedient hat.“

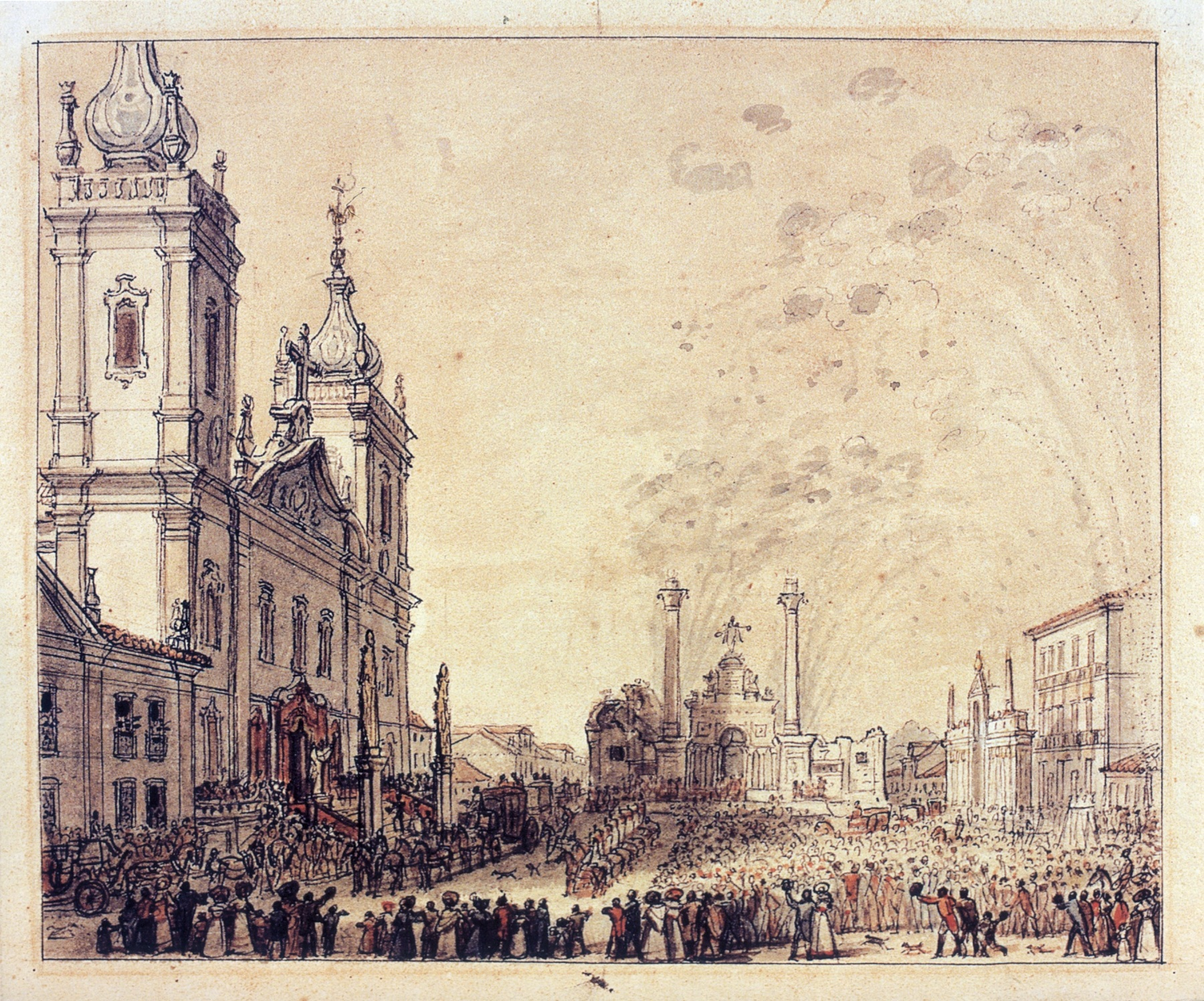
Feier anlässlich der Rückkehr von Kaiser Peter I. aus Bahia am 4. April 1826 auf dem Platz São Francisco de Paula in Rio de Janeiro

Der Herzoglich Braunschweigsche Oberlieutenant a. D. Julius Mansfeldt berichtet in Meine Reise nach Brasilien im Jahre 1826 (1828), dass er in Konsul Kalkmann und seiner Gattin „eine höchst achtbare und gebildete Familie“ gefunden habe. Durch Kalkmann sei er in den Club des Museums und in andere Gesellschaften eingeführt worden.
Georg v. Schäffer leitete die Auswanderer, die bereits auf dem Weg nach Hamburg waren, um, designierte 1827 den Kaufmann Louis Friedrich Kalkmann zum brasilianischen Vizekonsul und beauftragte ihn, ein Annahmebüro in Bremen zu eröffnen.
Kalkmann war von 1827 bis 1847 kaiserlich brasilianischer Vizekonsul. Eingesetzt wurde er vom Diplomaten Antônio José Rademaker, Hausherr des 1826 in Hamburg neu eröffneten brasilianischen Generalkonsulats, am 19. November 1826. Die Hansestadt Bremen erkannte ihn provisorisch an, ohne ihm ein Exequatur auszustellen. Brasilianischer Konsul wurde er aber dort erst 1847. 1829 wurde Ludwig Friedrich Kalkmann zum brasilianischen Konsul für das Königreich Hannover ernannt.
Der Bremer Kaufmann Kalkmann fungierte auch als Reeder und gründete die Firma Louis F. Kalkmann. 1834 stellte er sein erstes Schiff in Dienst und baute seine Reederei bis zur Mitte des Jahrhunderts auf neun Einheiten aus. Im Juni 1837 veröffentlichte er in der Bremer Zeitung eine Anzeige, wonach das Dampfschiff „William IV.“ am 1. Juni mit der Bäderfahrt beginnen werde. „Das Schiff geht morgens um 6 Uhr von Bremerhaven ab, wird gegen 10 Uhr bei Wangerooge und gegen Mittag bei Norderney seine Passagiere absetzen und nachmittags bei Helgoland ankern.“
„Es erregte unliebsames Aufsehen, als 1836 der Kaufmann Kalkmann ein ‚Seelenverkäuferschiff‘ mit etwa 100 Armen und Landstreichern für die brasilianische Marine zusammenstellte“, schreibt Friedrich Deike (1959).
Der Ludwig Friedrich Kalkmann betreffende Eintrag im Staats-Calender der Freien Hansestadt Bremen auf das Schalt-Jahr 1844 lautet:

„Portugal.
Joaquim van Zeller, General-Consul.
Ludwig Friedrich Kalkmann, Vice-Consul.“

In den 1840er Jahren ging Vizekonsul Kalkmann daran, die Auswanderung nach Brasilien erneut zu organisieren. 1845 versuchten Bremer Kaufleute in Rio de Janeiro in Zusammenarbeit mit ihm, ein großes Einwanderungsprojekt für Brasilien umzusetzen, das den Bremer Schiffen Fracht für die Ausfuhr verschaffen konnte.
Seine fünfte und letzte Brasilien-Reise trat Ludwig Friedrich Kalkmann nach 18-jähriger Unterbrechung mit einem Teil seiner Familie im Frühjahr 1846 an. Die „Helene“, ein Segler der eigenen Reederei, legte am 5. Mai 1846 in Bremen unter der Führung von Captain Johann Grabau mit Ziel Pernambuco ab. In Brasilien nahm Kalkmann mehrere Reisen und Ortsbesichtungen vor, worüber er regelmäßig in Briefen an die noch junge Weser-Zeitung berichtete. Seinen letzten Brief brachte er Ende April 1847 in Pernambuco zu Papier. Nach der Rückkehr trug er seine Brasilien-Briefe für eine gesonderte Publikation bei C. Schünemann in Bremen zusammen und leitete sie am 1. August 1847 mit einführenden Worten ein.
Vor Ort arbeitete Kalkmann mit dem seit 1837 amtierenden bremischen Generalkonsul in Rio de Janeiro, Christian Stockmeyer sen., zusammen. „Ein Bremer, Herr Kalkmann, der dort Konsul ist, will sich verpflichten, jährlich 10.000 Deutsche dahin abzuliefern“, schrieb die Wiener Zeitschrift in ihrer Ausgabe vom 24. März 1847 und bezog sich dabei auf zwei Briefe aus Rio de Janeiro in der Kölnischen Zeitung, in welchen ausdrücklich vor der Auswanderung nach Brasilien gewarnt worden sei.
Über die Auswanderung nach Brasilien führt Ludwig Friedrich Kalkmann in seinen Reisebriefen aus Brasilien aus (S. 52): „(…) Was der Auswanderer an baarem Gelde mit sich nimmt oder für seine Überfahrt bedarf, ist die erste Auslage, welche mit der Zeit, und sogar mit Zinsen wieder bezahlt wird. Mit jedem Auswanderer senden wir einen neuen Kunden deutscher Manufacturen-Fabrikate aus. Der deutsche Einwanderer, bald nachdem er sich in seiner neuen Heimath eingebürgert hat, consumirt das Doppelte oder Dreifache an Manufactur-Waaren für sich und seine Familie, als was er in Deutschland gewohnt war. Er nimmt bald die Landessitte an; so fand ich es in Brasilien, so in den Vereinigten Staaten. (…)“
1847 wurde bei C. Schünemann eine Denkschrift, Sr. Kaiserl. Maj. Dom Pedro II. überreicht von Louis Friedrich Kalkmann und Julius Friedrich Koeler am 11. Januar 1847 in Bezug auf eine Gesellschaft, welche dieselben zur Förderung deutscher Einwanderungen zu bilden beabsichtigen, aufgelegt. „Kalkmann versuchte im selben Jahre zugleich mit dem bei Kaiser Dom Pedro II. hochangesehenen, das wärmste Interesse für die deutschen auswanderungslustigen Landsleute bekundenden Major J. F. Koeler die Brasilianer durch eine portugiesisch abgefaßte Denkschrift für die Begünstigung der deutschen Einwanderung und Bildung einer besonderen Einwanderungsgesellschaft zu erwärmen“, verlautet im Kritischen Repertorium der Deutsch-Brasilianischen Literatur von Oskar Canstatt (Berlin 1902).
Ludwig Friedrich Kalkmann wurde 1824 als Diakon des Bremer Doms gewählt. Er war Mitglied und Vorsitzender der Ende Juni 1827 gegründeten „Alten Liedertafel“ Bremen und gehörte der Bremer Delegation an, die gemeinsam mit einer Delegation aus hannoverschen Sängern am 16. Juli 1831 im Oyler Wald bei Marklohe (Nienburg/Weser) den Bund der Vereinigten Norddeutschen Liedertafeln aus der Taufe hob.
Das Wohnhaus der Reeder-Familie Kalkmann war das Haus Schlachte Nr. 5 in der Bremer Altstadt. Es beherbergte in den unteren beiden Stockwerken das Kontor und die Wohnräume, darüber diente es als Packhaus (Lagerhaus). Nach Kalkmanns Tod diente das Haus als so genannte „Länderfirma“, die vor allem mit Südamerika handelte. Sie besaß aber auch gute Beziehungen zu Westindien und Nordamerika und führte von dort viel Tabak ein.
Philipp Kalkmann, geboren zu Bremen am 30. April 1822 als Sohn von Johann Philipp und Helena Margaretha Kalkmann, folgte dem offenbar „in gutem Andenken gebliebenen“ Ludwig Friedrich Kalkmann später im Amt. Er wurde am 20. April 1869 Konsul des Norddeutschen Bundes in Ceará, Brasilien.

## Werke
- Reisebriefe aus Brasilien, mit besonderer Rücksicht auf die Auswanderung, C. Schünemann, Bremen 1847 (books.google.de)